# 昭和天皇物語
『昭和天皇物語』（しょうわてんのうものがたり）は半藤一利の『昭和史』を原作とした能條純一による日本の漫画。脚本は永福一成（9巻まで）。監修は志波秀宇。『ビッグコミックオリジナル』（小学館）にて、2017年9号から連載中。
20世紀を生きた昭和天皇（1901年4月29日 - 1989年1月7日）を主人公とし、20世紀の日本の歴史を振り返る構成になっている。半藤一利の『昭和史』だけでなく、複数の文献資料や当時の新聞などを補強材料としている。
連載中の雑誌では読みやすさを重視して、文字のサイズを通常より大きくしている。

## 登場人物

### 皇室
裕仁（ひろひと）
本作の主人公。昭和天皇。大正天皇第一皇男子。御称号は、迪宮（みちのみや）。即位前の身位は親王。天皇になることが運命づけられた男性。国民に親近を持つ君主像を目指している。
良子（ながこ）
裕仁の妃。香淳皇后。久邇宮邦彦王第一王女。皇太子妃以前の身位は女王。温和でほがらか、人の話をよく聞き、必ず相槌を打てるといった杉浦重剛が主張する理想の女性像を持つ。
学習院女学部在学時、始業より一時間半も早く登校し、自らの意思で便所掃除を行う。裕仁の妃候補を探していた節子（貞明皇后）が教室を訪問した際、生徒の中でただ一人振り向かなかったことから彼女に注目される。便所掃除で荒れた手が決め手となり、節子は良子を裕仁の妃にすることを決める。裕仁と（妃候補として）初めて対面すると、すぐに気が合う。宮中某重大事件を経て予定通り裕仁と結婚、皇太子妃となる。
雍仁（やすひと）
裕仁の長弟。大正天皇第二皇男子。宮号は、秩父宮（ちちぶのみや）。御称号は、淳宮（あつのみや）。身位は親王。天皇による親政を主張している。イギリス留学中に裕仁の第一子が女子（照宮成子内親王）だという知らせを聞くと、自身が皇嗣（皇位継承順位第1位）であることを意識するようになる。史実と異なり、常時眼鏡を外した状態で描かれる。
嘉仁（よしひと）
裕仁の父。大正天皇。即位後、病気に伏せるようになり、公務がまともに行えなくなる。長男である裕仁の欧州外遊や摂政就任に大いに賛成しており、これらを実現する原動力となる。
睦仁（むつひと）
裕仁の祖父。明治天皇。「子供を授ける」という名目で、日露戦争で2人の息子を亡くした乃木希典を学習院院長に任命する。1912年（明治45年）7月30日、持病の糖尿病の悪化と尿毒症の併発により崩御。宝算59歳。
節子（さだこ）
裕仁の母。貞明皇后。病気により公務を行えない夫の天皇嘉仁に代わって皇室を取り仕切り、元老や首相を初めとした政界の大物たちに対し、堂々と渡り合う。皇室が政治などに利用されることを、特に嫌っている。当初は長男である裕仁の摂政就任には反対の立場であったが、やがて渋々承諾した。長男の裕仁の妃選びを教訓に、次男の雍仁を偏愛しており、彼の妃探しも主導する。

### その他の人物
足立タカ（あだち たか）→鈴木タカ（すずき たか）
東京女子高等師範学校付属幼稚園の教員だったが、同幼稚園の園児を孫に持っていた菊池大麓の推薦により、裕仁を初めとした皇孫の養育掛になる。裕仁にとっては母のような存在で、実母の節子以上に慕う。
御用掛として10年間勤め上げた後、養育掛としての記録を記した「御養育日誌」と、裕仁との接し方を記した「こゝろえ」を宮中顧問官の木戸孝正に託し、1915年（大正4年）、32歳で帝国海軍少将（当時）の鈴木貫太郎のもとへ嫁ぐ。
乃木希典（のぎ まれすけ）
元・長府藩士、日露戦争で旅順攻囲戦など数々の戦いを指揮した武人、帝国陸軍大将。天皇睦仁から預かった何千もの兵士を戦争で犠牲にしてしまったことで自責の念に駆られており、睦仁に切腹を直訴する。この直訴は睦仁に却下され、代わりに皇孫の裕仁や雍仁が通うことになる学習院の院長に命じられる。裕仁には「院長閣下（いんちょうかっか）」と呼ばれ慕われた。足立タカと共に、裕仁の人格に影響を与えた人物の一人である。
睦仁の崩御後、江戸時代の儒学者・山鹿素行の「中朝事實」を裕仁に託し、1912年（大正元年）9月13日午後8時に自刃する。生前に裕仁のための教育機関である東宮御学問所を発案していた。
東郷平八郎（とうごう へいはちろう）
帝国海軍元帥。元・薩摩藩士。乃木希典の遺言により、東宮御学問所の総裁を打診される。「乃木にはなれない」という理由で一度断るが、天皇である嘉仁の勅命で総裁を拝命する。教育方針を巡り御用掛達とは度々衝突していたが、総裁就任4年を経て乃木が東宮御学問所を創ろうとしたのは「必ずや天皇に即位する裕仁を世界に恥じぬ日本人にしたい」からであると理解する。
裕仁と良子の結婚の際には、病気により2人の晴れ姿を見られない杉浦重剛の「無念」を裕仁に伝えている。
杉浦重剛（すぎうら じゅうごう）
教育者。東宮御学問所御用掛の倫理・帝王学担当。乃木希典のような精悍な顔立ちをしており、頑固一徹な性格を持つ。
教育界ではもはや骨董品のような人間だったが、40年来の旧知の仲である東宮御学問所副総裁の浜尾新に御用掛という大任を打診される。節子の意向で良子が皇太子妃になるが為の御学問所「お花御殿」の倫理担当にもなり、裕仁に並行して良子にも倫理教育を施す。
宮中某重大事件が発生した時には、御用掛を辞してでも婚約破棄を阻止するために、嘉仁の平癒も兼ねて二重橋前で祈りを捧げる。この祈りは大衆を巻き込み、それまで婚約に反対だった原敬の考えを改めさせることになる。
7年間の東宮御学問所の御用掛を勤め上げた後、長年患っていた腎臓の病が悪化し、予定を繰り上げて良子に最後の授業を施したのち入院。裕仁と良子の晴れ姿を拝むことができないまま生涯を閉じる。
白鳥庫吉（しらとり くらきち）
東宮御学問所御用掛の歴史担当。「神代史は神話であり歴史ではない」という持論を持つ。物語ではない「歴史」を肌で実感してもらうよう、各地の天皇陵や火葬塚などを行啓させている。
甘露寺受長（かんろじ おさなが）
裕仁の侍従。裕仁と、よく行動を共にする。裕仁にとっては、他の者にはなかなか話せないようなことも安心して話せる良き相談相手である。
山縣有朋（やまがた ありとも）
長州閥の元老。元帥帝国陸軍大将。公爵。強欲な人間であり、日本国のためならばと誰よりも権力を好む。
伊藤博文が死去してから薩摩閥が幅を利かせていることを快く思っておらず、起死回生の策として、裕仁の妃に長州の人物をあてがうことを目論む。しかし旧・薩摩藩主島津忠義の八女・邦彦王妃俔子を母に持つ良子が妃に内定すると、島津家に色弱の遺伝子を持つ疑いがあるという理由で婚約自体を潰そうと画策する（宮中某重大事件）。しかし、裕仁に「良子でよい」と直接言われたことで断念する。
その後、自身唯一の理解者である原敬が殺される夢を見る。原の暗殺は現実となり、今後の日本はどうなってしまうのか憂いつつ静かに世を去る。
原敬（はら たかし）
内閣総理大臣。立憲政友会総裁。寺内正毅の後継として、元老たちにより総理大臣に指名される。
総理大臣就任当初は「平民宰相」として大衆に支持されていたが、裕仁の欧州外遊を推挙、普通選挙の否定、政友会の相次ぐ不祥事などにより支持が減少、自宅に脅迫状が束になって届くまでに悪化する。大衆の支持を回復させるために全国遊説を決行するが、1921年（大正10年）11月4日、東京駅にて大塚駅の転轍手・中岡により短刀で右肺部を刺される（原敬暗殺事件）。外套を着なかったことが仇となって、そのまま死亡。
エドワード親王（エドワードしんのう）
イギリス皇太子。裕仁の欧州外遊におけるイギリス訪問中の1921年（大正10年）5月16日、ケンリー飛行場で裕仁と初めて対面する。日本海軍に近い将来パイロット教師団を派遣することを航空大臣に相談することを、約束する。
その後、裕仁の訪英の返礼として1922年（大正11年）4月に訪日。近々結婚を控える裕仁と再び対面、男同士2人だけの恋愛話をするなどして友情を深め合う。裕仁と別れた後も日本国内の各所を訪問し、日本文化を堪能する。
さまざまな女性と交際したが、人妻にばかりうつつを抜かしているためかうまくいかない。
松平節子（まつだいら せつこ）
旧・会津藩主松平容保の六男・松平恆雄の娘。皇后節子に見いだされ、雍仁の妃の第一候補となる。自身の身体に、会津の血が流れていることに誇りを持っている。
ダグラス・マッカーサー
アメリカ軍人。連合国軍最高司令官。太平洋戦争（大東亜戦争）終結後の1945年（昭和20年）9月27日に裕仁と2人だけの会見をする。過去の君主にはない、自らの命と引き換えに自国民を救済しようとする姿勢を示す天皇裕仁が、どのような人生を、そしてどのような数奇な運命を辿ってきたのかを知りたい、と後に述懐したところで本編が始まる。

## 書誌情報
- 能條純一（漫画）・半藤一利（原作）・永福一成（協力）・志波秀宇（監修） 『昭和天皇物語』 小学館〈ビッグコミックス〉、既刊17巻（2025年7月30日現在）
  1. 2017年10月30日発売[3]、ISBN 978-4-09-189717-6
  2. 2018年3月30日発売[4]、ISBN 978-4-09-189825-8
  3. 2018年11月30日発売[5]、ISBN 978-4-09-860177-6
  4. 2019年6月28日発売[6]、ISBN 978-4-09-860327-5
  5. 2019年11月29日発売[7]、ISBN 978-4-09-860497-5
  6. 2020年4月27日発売[8]、ISBN 978-4-09-860605-4
  7. 2020年11月30日発売[9]、ISBN 978-4-09-860777-8
  8. 2021年5月28日発売[10]、ISBN 978-4-09-861057-0
  9. 2021年10月29日発売[11]、ISBN 978-4-09-861174-4
  10. 2022年5月30日発売[12]、ISBN 978-4-09-861350-2
  11. 2022年10月28日発売[13]、ISBN 978-4-09-861458-5
  12. 2023年3月30日発売[14]、ISBN 978-4-09-861609-1
  13. 2023年8月30日発売[15]、ISBN 978-4-09-862559-8
  14. 2024年1月30日発売[16]、ISBN 978-4-09-862687-8
  15. 2024年7月30日発売[17]、ISBN 978-4-09-863012-7
  16. 2025年1月30日発売[18]、ISBN 978-4-09-863185-8
  17. 2025年7月30日発売[19]、ISBN 978-4-09-863524-5